# 幽灵作家

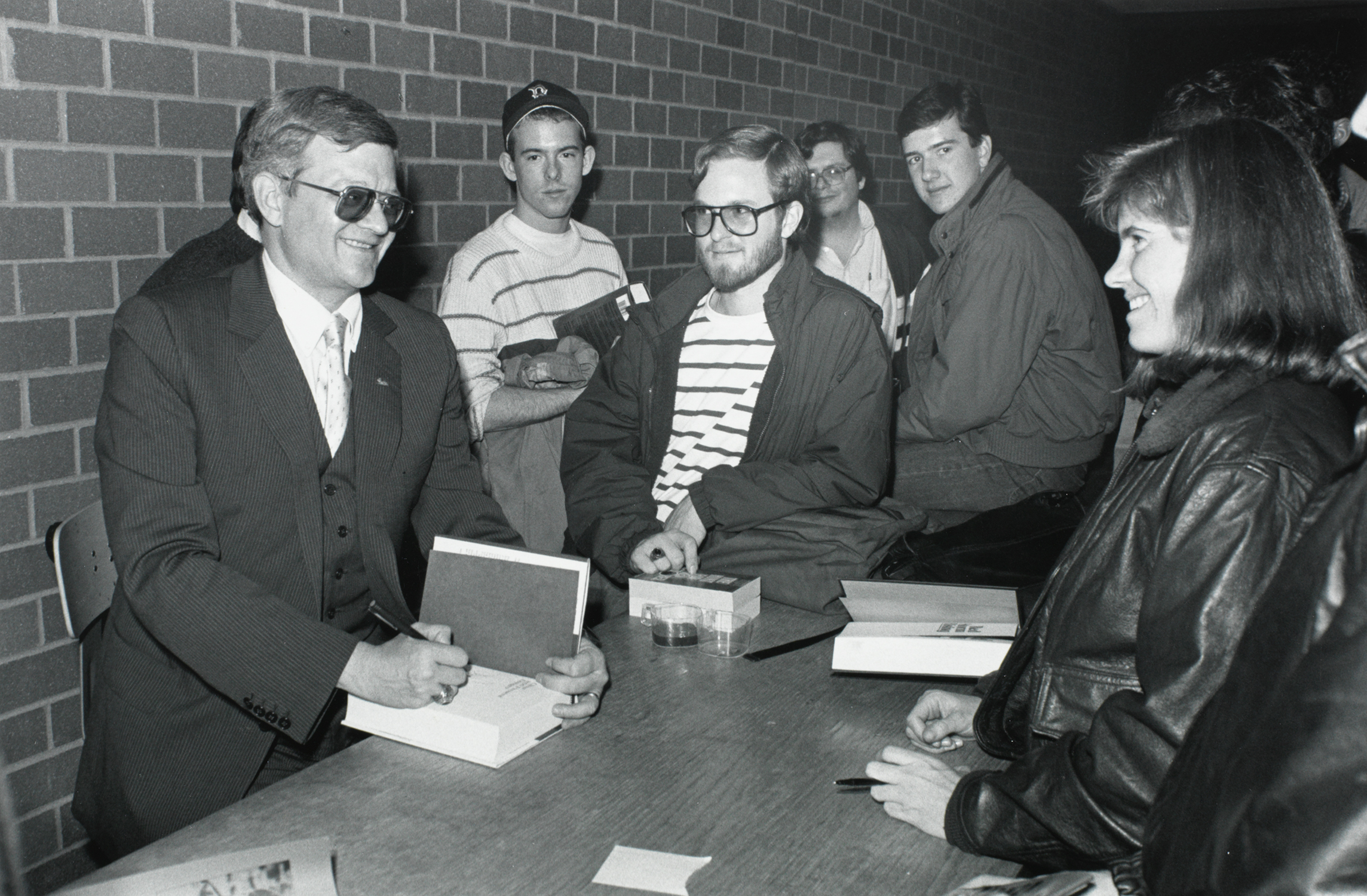
汤姆·克兰西的动作小说市场需求旺盛，超出了他创作新书的能力。因此，他的出版商聘请了代笔作家，以克兰西的风格创作小说。

代笔作家是受雇撰写文学或新闻作品、演讲或其他文本的人，这些文本的作者被推定为他人。名人、高管、时事新闻的参与者和政治领袖经常聘请代笔作家起草或编辑自传、回忆录、杂志文章或其他书面材料。
回忆录代笔作家在冒充他人时，常常以“消失”为荣，因为这种消失表明了他们技艺的精湛。在音乐界，代笔作家经常被用来创作歌曲、歌词和器乐作品。剧本作者也可以使用代笔作家来编辑或重写剧本以改进剧本。通常，代笔作家和署名作者（或出版商）之间的合同中有一个保密条款，要求前者保持匿名，或要求后者不透露代笔作家的身份。有时，作者或出版商会承认代笔作家提供写作服务，委婉地称其为“研究员”或“研究助理”，但通常不会在署名中提及代笔作家。
代笔也出现在其他创意领域。作曲家长期以来一直聘请代笔作家来帮助他们创作乐曲和歌曲；沃尔夫冈·阿马德乌斯·莫扎特就是一个著名作曲家的例子，他曾为富有的赞助人代笔音乐。代笔也出现在流行音乐中。流行音乐代笔作家会按照署名音乐家的风格写歌词和旋律。在嘻哈音乐中，越来越多知名嘻哈明星使用代笔作家的做法引发了争议。在视觉艺术中，无论是在美术还是在漫画等商业艺术中，多位助手共同完成一件署名一位艺术家的作品的情况并不少见；安迪·沃霍尔就曾从事过这种做法，监督其作品的流水线丝网印刷过程。但是，当作者署名时，对其贡献的认可属于公共领域，因此相关作者不会被视为代笔作家。

## 概述
顾问或转行者可能会付钱给代笔作家，请他们就其专业领域的某个主题写一本书，以建立或提高其在该领域的专家信誉。政府官员和政客会雇用“通讯官”来回复大量的官方信件。许多教皇通谕都是由代笔作家撰写的。医学代笔是一种有争议且不符合科学道德的做法，即生物技术或制药公司付钱给专业作家撰写论文，然后招募（通过付款或作为福利）其他科学家或医生，在文章发表在医学或科学期刊之前，将他们的名字附在这些文章上。一些大学和学院的学生从论文工厂聘请代笔作家来撰写入学论文、学期论文、毕业论文和学位论文。除非实际的代笔工作只是简单的编辑，否则这在很大程度上被认为是不道德的。
雇佣代笔作家的原因有很多。在许多情况下，名人或公众人物没有时间、纪律或写作技巧来撰写和研究一本几百页的自传或“指南”书。即使名人或公众人物有写作技巧来写一篇短文，他们也可能不知道如何组织和编辑一本几百页的书，使其引人入胜、节奏适中。在其他情况下，出版商使用代笔作家来增加每年可以以知名、极具市场价值的作者的名义出版的书籍数量，或者快速发布一本与最近或即将发生的新闻事件相关的主题书籍。

## 报酬和信用

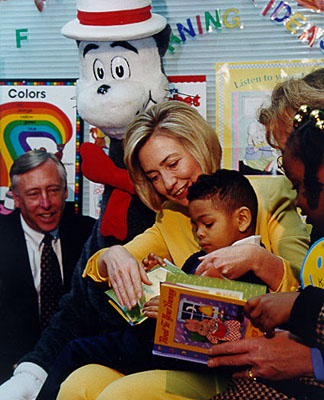
希拉里·克林顿回忆录的代笔人因与她合作而获得了 50 万美元的报酬。

代笔作家通常会花费数月到一年的时间为客户研究、撰写和编辑非小说和小说作品，他们的报酬基于每小时、每字或每页的价格，以及固定费用、销售额版税的一定百分比或上述几种方式的组合。2013 年，文学经纪人玛德琳·莫雷尔 (Madeleine Morel) 表示，大型图书出版商代笔作家的平均预付款“在 40,000 美元到 70,000 美元之间”。编剧工会 (Writers Guild) 将这些基准价格与电影行业大致相同，其中最低基本协议为剧本作家提供了 37,073 美元的起价（非原创剧本，未经处理）。
然而，最近进入数字时代（到 2015 年，全球图书市场份额将达到 15-20%）也带来了一些变化，打开了新的市场，为作者和作家带来了机遇 — 尤其是代笔业务中价格更实惠的方面。其中一个市场是短篇图书，目前最有代表性的是亚马逊的 Kindle Singles 版本：30,000 字及以下的文本。在数字阅读器技术普及之前，这种长度的书籍很难销售，但现在却完全可以接受。像伊恩·麦克尤恩这样级别的作家对这一变化表示欢迎，主要是出于艺术方面的原因。
因此，较短的格式可能使项目对客户/作者来说更实惠。代笔公司曼哈顿文学（Manhattan Literary） 表示，“针对 Kindle Singles 等新市场（30,000-42,000 字）的较短的图书项目起价为 15,000 美元”。而这种较短的图书似乎会继续存在。对于出版商来说，出版这种中篇小说长度的文本曾经在经济上是不切实际的（他们必须收取过高的费用）；但到 2015 年，这个新市场已经相当可观，并且预计将成为未来图书出版的坚实组成部分。因此，随着它的出现，专业图书作家的起价已经下降了大约一半，但前提是这种较短的格式对客户有意义。
而对于高端客户，明星几乎可以保证出版商的销量，因此费用可能会高得多。2001 年，《纽约时报》称，希拉里·克林顿回忆录的代笔作家可能只收到 50 万美元，而她的书预付金为 800 万美元，这笔费用“几乎是支付给合作者的固定费用中最高的”。
近来，还出现了一种将多种工作（包括代笔）外包到印度、中国和菲律宾等海外地区的做法，因为这样客户可以节省开支。 当代笔作家的文化和母语与客户完全不同时，对可信度的真正考验——代笔作家的过往经历及其作品样本——在这些情况下就变得更加重要。
在某些情况下，代笔作家可以分享荣誉。例如，一种常见的方法是将客户/作者的姓名作为主署名放在书的封面上（作者 [作者姓名]），然后将代笔作家的姓名放在其下方（作者 [代笔作家姓名]）。有时这样做是为了代替报酬或减少向代笔作家支付的报酬，因为对于代笔作家来说，荣誉本身具有内在价值。此外，代笔作家可以被列为书籍的合著者，或者在为电影制作代写剧本或电影剧本时被列在电影或电影片尾。
对于非小说类图书，代笔作家可能被列为“贡献者”或“研究助理”。在其他情况下，代笔作家不会因撰写书籍或文章而获得任何官方认可；如果署名作者或出版商或两者均希望隐瞒代笔作家的角色，则可能会要求代笔作家签署一份保密合同，该合同在法律上禁止提及作家在项目中的角色。有些人对“作者”和“作家”进行了区分，正如代笔作家凯文·安德森在接受《华盛顿邮报》采访时解释的那样：“代笔作家是口译员和翻译员，而不是作者，这就是为什么我们的客户应该因创作书籍而获得全部荣誉。“

## 类型

### 非小说类
名人和公众人物在出版自传或回忆录时会广泛使用代笔作家。代笔作家在非小说写作项目中的参与程度从小到大不等。在某些情况下，代笔作家可能只是被请来清理、编辑和润色自传或“指南”书的草稿。在其他情况下，代笔作家会根据名人或公众人物的信息、故事、笔记、大纲或采访会议撰写整本书或文章。署名作者还会向代笔作家表明他们希望在书中采用哪种风格、语气或“声音”。
在某些情况下，比如一些“如何做”的书、饮食指南或烹饪书，一本书会完全由代笔作家撰写，名人（例如，著名音乐家或体育明星）将被列为作者。出版公司使用这种策略，通过将一本书与名人或知名人物联系起来，来提高这本书的市场价值。在一些国家，选举前，候选人会委托代笔作家为他们撰写自传，以获得知名度和曝光度。约翰· 肯尼迪的一本书《勇气人物传》几乎完全归功于代笔作家。 唐纳德·特朗普的自传《特朗普：交易的艺术》就是由代笔作家撰写的。希拉里·克林顿的几本书都是由代笔作家撰写的。 纳尔逊·曼德拉的自传《漫漫自由路》也是由代笔作家撰写的。
咨询师或转行者可能会花钱请人代写一本有关其专业领域的书籍，以建立或提高其作为该领域“专家”的可信度。例如，一位成功的销售人员希望成为一名销售方面的励志演说家，他可能会花钱请代写人写一本有关销售技巧的书。这类书通常自费出版出版，这意味着作者要花钱出版这本书。这类书通常作为促销工具赠送给潜在客户，而不是在书店出售。

### 小说
小说出版商雇佣代笔作家的原因有很多。在某些情况下，出版商使用代笔作家来增加知名、极具市场价值的作家每年可以出版的书籍数量。代笔作家大多为侦探小说、悬疑小说和青少年小说等类型的知名“名家”作家创作小说作品。
此外，出版商还会使用代笔作家为已出版的系列丛书撰写新书，其中“作者”是笔名。例如，《南希·朱尔》和《哈迪男孩》的作者分别是“卡罗琳·基恩”和“富兰克林·W·迪克森”，实际上是一系列代笔作家的笔名，这些代笔作家使用书中人物和虚构世界的基本信息模板（姓名、日期、说话方式）以及书中预期的语气和风格（有关更多信息，请参阅笔名）以相同的风格撰写书籍。此外，代笔作家通常会获得该系列中几本前几本书的副本，以帮助他们匹配风格。
哥特小说家VC·安德鲁斯的遗产聘请了代笔作家安德鲁·内德曼在她去世后继续以她的名字和与原著相似的风格创作小说。21 世纪的许多动作作家汤姆·克兰西的作品封面上都有两个人的名字，克兰西的名字用较大的字体印刷，另一位作者的名字用较小的字体印刷。以克兰西的名字命名的各种书籍是由不同的作者以相同的笔名创作的。汤姆·克兰西的细胞分裂系列的前两本书是由雷蒙德·本森以笔名大卫·迈克尔斯创作的。
有时著名作家也会为其他名人代笔，比如20 世纪 20 年代， H·P·洛夫克拉夫特就为《诡丽幻谭》中的哈利·胡迪尼代笔了《与法老一起囚禁》（又名《金字塔之下》） 。

### 宗教
一些教皇通谕都是由代笔人撰写的。例如，《帕森迪》是由罗马圣母献主会代理官约瑟夫·勒米乌斯（Joseph Lemius，1860-1923 年）撰写的。 1938 年 6 月，庇护十一世传唤美国耶稣会士约翰·拉法基（John La Farge），拉法基开始准备《人类一元论》草稿，拉法基和另外两名耶稣会士——古斯塔夫·冈拉赫和古斯塔夫·德布柯 ——在巴黎撰写；草稿约有 100 页。另一位耶稣会士将通谕草稿翻译成拉丁文，交给时任耶稣会总会长的沃迪米尔·莱多霍夫斯基（Wlodimir Ledóchowski），后者选择了冈拉赫和德布柯负责这个项目。 1938 年 9 月，通谕草稿送达梵蒂冈。 塞巴斯蒂安·特罗普(Sebastian Tromp)是一位荷兰耶稣会士、托马斯主义神学家，与庇护十二世关系密切，被认为是《Mystici Corporis Christi》的主要代笔人。
米歇尔-路易·格拉尔·德·劳里埃 (Michel-Louis Guérard des Lauriers)是当时梵蒂冈的主要神学家之一，他负责对教皇保罗六世的新弥撒进行批判性研究，这件弥撒通常被称为奥塔维亚尼干预弥撒，因为据称是红衣主教阿尔弗雷多·奥塔维亚尼和安东尼奥·巴奇所为。梵蒂冈后来回应了这些指控，红衣主教奥塔维亚尼后来表示后悔自己的名字被滥用来斥责教皇，其中，他关于保罗弥撒的疑问已经得到澄清。
剽窃研究员迈克尔·V·多尔蒂（Michael V. Dougherty）揭示了教会代笔材料的来源有多么错综复杂，他指出这些材料不仅有人代笔，也经常是抄袭的。托马斯·罗西卡神父——他本人就是一个被证实的剽窃者 ——曾为马尔谷·乌埃勒主教的几篇演讲稿担任代笔人。“出乎意料的是，”多尔蒂写道，“罗西卡为马尔谷·乌埃勒主教大量抄袭的同一篇原文，却出现在威廉·莱瓦达枢机主教的一篇非原创讲道中。” 莱瓦达当时是教义部部长。

### 学术的
代笔被认为是学术不诚实行为，如果被大学发现，可能会产生负面影响。尽管在美国、英国和德国，代笔并不违法。
有代写公司和自由撰稿人向学生出售入学论文、学期论文、毕业论文和学位论文。这类服务通常被称为“论文工厂”。
尽管学术代写涉及按需求出售学术文本，但它与剽窃不同，因为它不涉及未披露的对现有文本的盗用。与抄袭前人作品的复制粘贴不同，通过代写服务获得的论文和作业通常具有文本的原创性，这些文本已通过大学广泛使用的剽窃检测软件包或在线服务确认。
大学已经制定了策略来打击此类学术服务，这些服务可能与学术欺诈有关，这些服务提供给学生和研究人员。一些大学允许教授对学生进行口头考试，教授认为这些论文是代写的。如果学生不熟悉他或她提交的论文的内容，那么学生可能会被指控学术欺诈。

### 医疗的
主条目：医学代笔
医学论文代写是指制药公司付钱给专业作者撰写论文，然后付钱给其他科学家或医生，让他们在论文发表在医学或科学期刊之前署名。医学论文代写受到了各种专业组织的批评，这些组织代表了制药业、出版商和医学会，它可能违反了美国禁止药品制造商进行标签外推广的法律，以及医疗保险管理法规中的反回扣条款。最近，医学论文代写引起了普通媒体和立法者的关注 。一些机构允许医学论文代写一些机构允许这样做，包括华盛顿大学医学院

，而其他机构则禁止医学论文代写，并认为它是一种特别有害的剽窃形式，比如塔夫茨大学医学院。
专业医学作家可以撰写论文而不被列为论文作者，也不被视为代笔作家，只要他们的作用得到承认。欧洲医学作家协会已经发布了指导方针，旨在确保专业医学作家以合乎道德和负责任的方式履行这一职责。世界医学编辑协会和《英国医学杂志》等组织承认使用得到适当承认的医学作家是合法的。此外，专业医学作家在呈现科学数据方面的专业知识可能有助于撰写质量更高的论文。

### 网站
有些网站（包括博客）是代笔的，因为并非所有作者都具备信息技术技能或有时间运营网站。尽管如此，网站风格、语气和内容都以署名作者为准。许多网站代笔作者是自由职业者，但有些是合同制自由职业者，如电台主持人和电视主持人。网站作者有时会使用 “自用笔名”或集体名称。
有些名人、高管或公众人物会建立博客网站，有时是为了营销、公关或游说。然而，由于这些人通常太忙，没有时间撰写博文，因此他们会雇佣谨慎的代笔作家，以名人或高管的名义在博客上发帖。与非小说类代笔一样，博客代笔作家的写作风格、内容和语气都模仿署名作者。社交媒体也是如此。许多公众人物至少会聘请代笔作家部分负责他们的 Facebook 和 Twitter 账户等。

### 音乐

#### 古典音乐和电影配乐

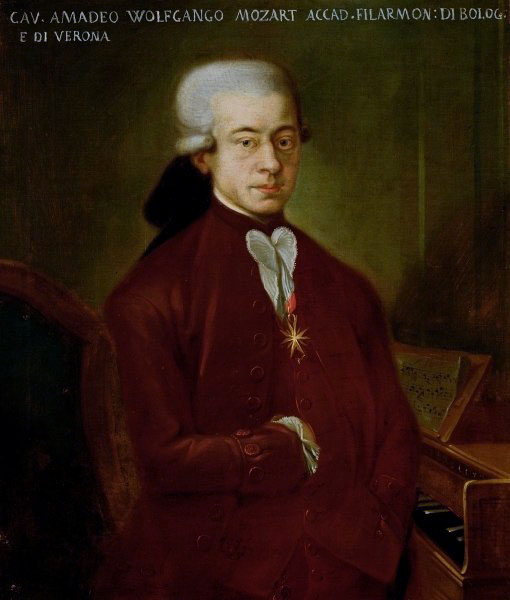
古典时期作曲家莫扎特受雇为富有的赞助人代写音乐，这些赞助人希望给人留下他们是天才作曲家的印象。

沃尔夫冈·阿马德乌斯·莫扎特就是一个典型的例子，他是一位著名的作曲家，他曾为富有的赞助人代写音乐。在电影行业中，音乐代笔人是指“为另一位作曲家创作音乐，但在提示表或最终产品中不以任何方式署名的人”。这种做法被认为是“电影和电视音乐行业的肮脏小秘密”之一，被认为是不道德的，但自电影业早期以来就很常见。在电影的早期，大卫·拉克辛曾担任查理·卓别林的音乐代笔人和编曲家；尽管卓别林被列为配乐作者，但他被认为是“哼唱者”（贬义的电影行业俚语，指那些自称是电影配乐作曲家但实际上只向代笔人提供旋律大致构思的人）。
这种做法在电视剧中也很常见，因为每次电视剧中出现某一集或主题曲时，节目单上列出的作曲家都有权获得音乐版税。 1998 年《好莱坞报道》的一项调查显示，这种做法在萨班娱乐 (Saban Entertainment)、DiC、Ruby-Spears Productions和汉纳巴伯拉 (Hanna-Barbera)等动画公司中尤为盛行，这些公司经常将公司高管列为音乐家以赚取版税。1990 年代末，几位作曲家威胁要对萨班娱乐公司总裁海姆·萨班 (Haim Saban)提起数百万美元的诉讼，指控他窃取他们音乐作品的所有权和荣誉。

#### 流行音乐
音乐代笔也出现在流行音乐中。当唱片公司想推销一名缺乏经验的年轻歌手作为创作型歌手，或帮助一名资深乐队领队应对创作瓶颈（或缺乏完成下一张专辑的动力）时，可能会秘密聘请经验丰富的词曲作者来帮忙。在其他情况下，代笔人会按照署名音乐家的风格创作歌词和旋律，而几乎不听取署名音乐家的意见。提供此类服务的代笔人可能会在专辑致谢中得到感谢，但不提及所提供的服务，或者他们可能是真正的“代笔人”，专辑中不会有任何致谢。
当一首据称是代笔的歌曲成为赚钱的热门歌曲时，音乐代笔人试图索要版税，从而引发了法律纠纷。 1987 年，达里尔·诺伊多夫被邀请参与Nettwerk Productions的一个项目，涉及新签约艺术家萨拉·麦克拉克伦。这张专辑《Touch》引起了爱丽斯塔唱片的兴趣。她与他们签订了多张专辑的合约，诺伊多夫与她合作的两首歌曲在加拿大成为商业热门。1991 年，诺伊多夫再次被邀请与麦克拉克兰合作录制她的第二张专辑《Solace》 。1993 年，他对麦克拉克兰和她的唱片公司提起诉讼，指控他为《Touch》的歌曲创作做出了重大而未署名的贡献，并指控他没有为《Solace》所做的工作得到适当的报酬。法官最终判决麦克拉克兰在歌曲问题上胜诉；法官表示，尽管诺伊多夫可能参与了歌曲创作，但他们都不认为对方是共同作者。在报酬问题上，法官做出了有利于诺伊多夫的判决。

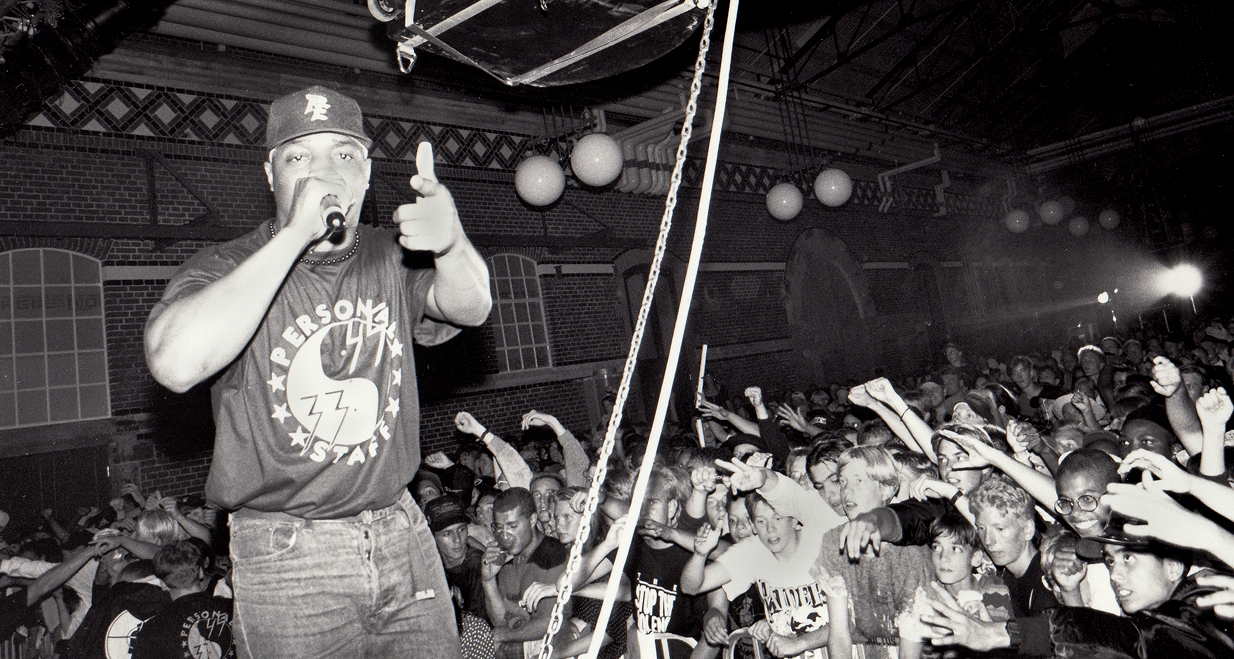
全民公敌乐队的 Chuck D 对嘻哈音乐中的代笔写作给出了更为积极的看法。

在嘻哈音乐中，越来越多知名嘻哈明星使用代笔词曲的做法引发了争议。批评者认为，嘻哈代笔词曲的做法是“商业对嘻哈音乐的扭曲”。这是因为“说唱”的定义过于狭隘，只限于“用自己的语言表达自己，而不是别人的语言”。 全民公敌组合的Chuck D认为这种观点是错误的，因为“不是每个人都有能力成为词曲作者，也不是每个人都有能力成为歌手”。他指出，创作一首说唱歌曲可能需要多种才能。弗兰克·奥申的职业生涯始于为贾斯汀·比伯、约翰·传奇和布兰迪等艺术家担任代笔词曲。
目前，嘻哈音乐中对代笔人的认可各不相同：“沉默的代笔人可能会签署保密条款，在唱片说明中含糊其辞，或自由讨论他们的参与。”在某些情况下，唱片说明会将“声乐编排”归功于个人，这可能是代笔的委婉说法。2010 年代初，网上出现了像Rap Rebirth 这样的嘻哈代笔服务，为希望购买代笔韵文的录音艺术家提供更高程度的匿名性。

### 视觉艺术
代笔创作也适用于视觉艺术，最常见的是绘画。艺术大师的贡献程度各不相同，少则调整构图和纠正笔触，多则涉及整部作品。一种常见的做法是利用艺术教学课堂环境，艺术大师对学生的作品做出重大贡献，然后学生将作品签名为自己的。处理完整作品的服务历来都是高度保密的。不太常见的是广告宣传的商业服务，这些服务可能会使用“自费艺术品”一词来暗示“自费出版”。

### 作为黑名单对策
在言论自由不受尊重的国家，某些令执政者不悦的作家会被列入“黑名单”（即禁止出版作品），这些被列入黑名单的作家或作曲家可能会为其他受到政权青睐的作家或作曲家代笔创作。例子包括：
- 卡尔·福尔曼（Carl Foreman）和迈克尔·威尔逊迈克尔·威尔逊（英语：Michael Wilson (writer)）（Michael Wilson）为《桂河大桥》撰稿（小说作者皮埃尔·布勒（Pierre Boulle））。[50]
- 达尔顿·特朗博《罗马假日》 (伊恩·麦克莱伦·亨特（英语：Ian McLellan Hunter）饰)。[51]

## 在文化方面
有关代笔作家的电影和小说包括：
- 菲利普·罗斯1979 年的小说《The Ghost Writer（英语：The Ghost Writer）》
- 奇科·布阿尔克（英语：Chico Buarque）2003 年的小说《Budapeste》[52]讲述了主人公何塞·科斯塔在里约热内卢和布达佩斯之间的磨难
- 珍妮·埃尔达尔（英语：Jennie Erdal）于 2004 年出版的回忆录《Ghosting：a Memoir about working as ghostwriter of Naim Attallah（英语：Naim Attallah） for 20 years》
- 克洛德·勒卢什2006 年电影《Roman de Gare（英语：Roman de Gare）》
- 罗伯特·哈里斯2007 年的小说《猎杀幽灵写手》和罗曼·波兰斯基2010 年改编的电影《影子写手》
- 艾伦·卡明2007 年的恐怖电影《Ghost Writer》（原名《Suffering Man's Charity（英语：Suffering Man's Charity）》）
- 杰森·雷特曼2011 年的喜剧剧情片《Young Adult（英语：Young Adult (film)）》
- 动画喜剧剧集《马男波杰克》第一季的故事情节是主角波杰克向其出版商指派的代笔作家黛安·阮口述自己的回忆录。
- 大卫·米切尔 (David Mitchell)的首部小说《Ghostwritten（英语：Ghostwritten (novel)）》 (1999) 就采用了小说人物代笔书写自己生活的概念。
- 村上春树2009 年的小说《1Q84》，其中一条主线情节围绕着一位代笔作家展开。
- 京都动画2018 年动画电视连续剧《紫罗兰永恒花园》以及由晓佳奈创作的同名轻小说。
- 安德鲁·昂格（英语：Andrew Unger）2020 年的小说《Once Removed（英语：Once Removed (novel)）》